# Apostilb
Apostilb (Einheitenzeichen asb) ist eine veraltete Einheit der Leuchtdichte selbstleuchtender Körper. 1942 wurde Blondel (Einheitenzeichen: blondel) als weiterer Name vorgeschlagen, der Name wurde zum Andenken an den französischen Physiker André-Eugène Blondel gewählt. Eine Benutzung oder offizielle Festlegung dieses Namens ist derzeit nicht nachweisbar.
Seit 1978 ist das Apostilb keine offizielle Einheit mehr. Es ist eine Untereinheit des Stilb (Einheitenzeichen: {\displaystyle \mathrm {sb} }) und darüber verknüpft mit dem Lambert (Einheitenzeichen: {\displaystyle \mathrm {la} }):
{\displaystyle 1\,\mathrm {asb} =1\,\mathrm {blondel} ={\frac {1}{\pi }}\cdot 10^{-4}\ \mathrm {sb} =10^{-4}\ \mathrm {la} }
Die entsprechende SI-Einheit ist cd/m² (nicht SI-konforme Alternativbezeichnung: Nit (nt)):
{\displaystyle 1\,\mathrm {asb} ={\frac {1}{\pi }}\cdot {\frac {\mathrm {cd} }{\mathrm {m^{2}} }}={\frac {1}{\pi }}\,\mathrm {nt} }

## Weblink
- Luminance Unit Measurement Converter